# Daltonowie (komiks)

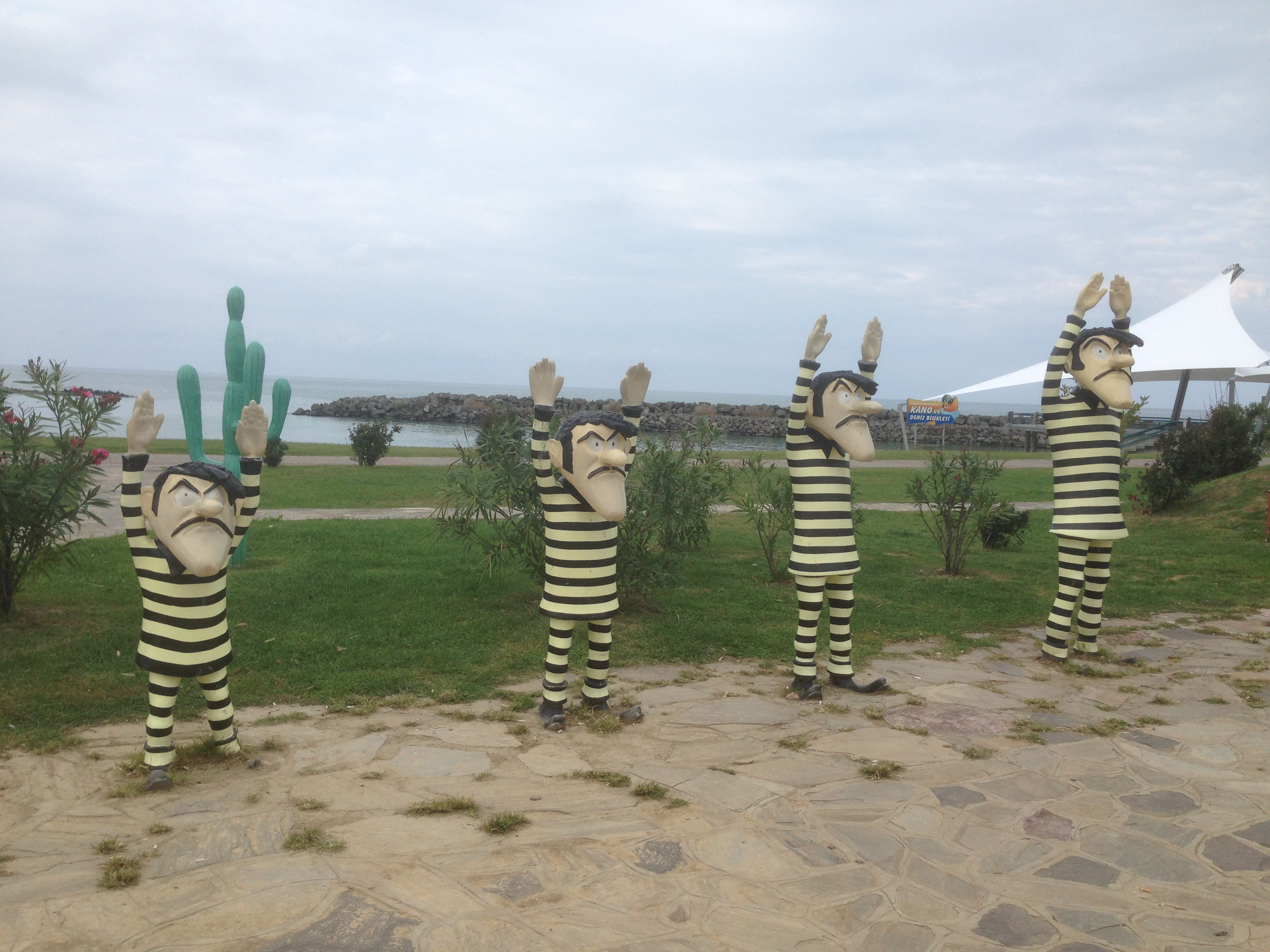
Bracia Daltonowie w strojach więziennych

Daltonowie – fikcyjny gang występujący w serii komiksów Lucky Luke. W jego skład wchodzą czterej bracia – Joe, Jack, William i Averell. Jest wzorowany na rzeczywistym gangu Daltonów.

## O postaciach
Charakterystyczną cechą braci Daltonów jest to, iż wszyscy z twarzy wyglądają tak samo, ale każdy kolejny jest o głowę wyższy i głupszy od wcześniejszego. W większości fabuł uciekają z więzienia, tylko po to, by na końcu zostać złapanymi i odprowadzonymi przez Lucky Luke’a.
- Joe Dalton – najniższy z braci, a zarazem najstarszy i najinteligentniejszy, przywódca bandy. Z natury choleryk i agresor. Nienawidzi Lucky Luke’a i jest ogarnięty manią zemsty wobec kowboja. Na szczęście dla bohatera marnie strzela (zwłaszcza gdy jest wściekły).
- William i Jack Dalton – dwaj środkowi bracia. William Dalton został w pierwszym komiksie wprowadzony jako Jack, później przez pomyłkę rysownika zostali zamienieni imionami. Ów błąd przewija się przez całą serię (a nawet adaptacje animowane) i nie jest do końca pewne, który z dwójki jest oficjalnie tym niższym a który tym wyższym. Jedną z głównych cech dwóch środkowych Daltonów jest to iż zdarza im się powtórzyć to samo zdanie i często ich rolą jest uspokajanie Joego i rozdzielanie go z Averellem. O ile w późniejszych komiksach mają praktycznie identyczne charaktery, o tyle w swoich albumach Goscinny starał się nadać każdemu odrębne charakterystyki. Niższy w pierwszym (i tylko tym) komiksie został przedstawiony jako maniak broni palnej. W dalszych albumach często był pokazywany jako wiecznie chwalący Joego za jego plany (czasem okazywał to, całując go w policzek). Okazyjnie dawał się znać jako przesadnie pewny siebie (w „Spadku Bzika” chwali się, że zna chiński). Także w niektórych dalszych albumach pokazany był jako dający się łatwo upić. Wyższy w pierwszym albumie z kolei pokazany był jako spec od przebieranek. W albumie „Dalton City” razem z Joe rywalizuje o względy dziewczyny.
- Averell Dalton – najmłodszy, najwyższy i najgłupszy z czwórki, często będący przyczyną zepsucia ich planów. Jego zachowanie zwykle drażni Joego, który często reaguje, rzucając się na Averella i dusząc go. Mimo swojej głupoty, Averell jest najspokojniejszym z braci i często okazuje poczciwą naturę. Ma ogromny apetyt i potrafi zjeść dosłownie wszystko, bez względu na to, czy jest to jedzenie czy też nie. W wielu komiksach było pokazane, jak jadł mydło.